# سوافومير أولزوسكي
سوافومير أولزوسكي (بالبولندية: Sławomir Olszewski)‏ هو لاعب كرة قدم بولندي في مركز حراسة المرمى، ولد في 26 أغسطس 1973 في نوفي سونتس في بولندا. لعب مع بوغون شتشين ونادي كراكوفيا الرياضي وويدزي لودز.